# Susan Wise Bauer
Pour les articles homonymes, voir Wise.
Susan Wise Bauer, née en 1968 est un écrivain américain, professeur d'anglais et de littérature américaine au Collège William et Mary, à Williamsburg, Virginie, et fondatrice de la maison d'édition Peace Hill Press.

## Biographie
Susan a grandi en Virginie où elle a été instruite à domicile par ses parents, bien avant que l'on commence à parler de homeschooling. Elle apprend le latin à 10 ans et écrit trois romans (non publiés) avant ses 16 ans. Elle entre à l'université à 17 ans, et y complète son Bachelor of Art (équivalent à quatre années d'études universitaires) en 5 semestres, avec une spécialisation en Anglais et en grec. Elle obtient par la suite un Master en Religion au Westminster Theological Seminary à Philadelphie où elle apprend l'hébreu et l'araméen, puis un Master en Anglais et un Doctorat (Ph.D) en études américaines au collège de William et Mary, où elle enseigne depuis 1993.
Susan vit en Virginie avec son mari et ses quatre enfants, qui sont instruits à la maison.

## Œuvres
Elle est l'auteur de The Well Educated Mind : A Guide to the Classical Education You Never Had, un guide pour adultes qui n'ont pas eu accès à l'éducation classique, notamment à travers les œuvres des grands auteurs.
Elle a aussi publié quatre romans pour enfants d'âge primaire sur l'histoire du monde Story of the World, accompagnés d'un guide pour l'enseignant ou le parent qui propose des activités, des cartes et des références afin d'enrichir les connaissances de l'enfant.
Avec sa mère, elle a écrit The Well-Trained Mind : A Guide to Classical Education at Home, qui propose une méthode d'enseignement classique pour les enfants instruits en famille, en suivant les étapes du trivium.
Elle a publié son premier livre d'une nouvelle série sur l'histoire du monde, destinée à un public adulte : The History of the Ancient World : From the Earliest Accounts to the Fall of Rome.

## Sources
- (en) Cet article est partiellement ou en totalité issu de l’article de Wikipédia en anglais intitulé « Susan Wise Bauer » (voir la liste des auteurs).